# Prefeito da gente
Prefeito da gente (em latim: praefectus gentis), também chamado prefeito da cividade (em latim: praefectus civitatis) e prefeito da nação (em latim: praefectus nationis), foi um administrador militar de um território recém-conquistado nas fronteiras do Império Romano antes dele ser organizado em província.